# Каркано, Джулио
Джулио Каркано (итал. Giulio Carcano; 7 августа 1812 года, Милан, Австрийская империя — 29 апреля 1884 года, Леза, Италия) — итальянский политик и писатель.

## Биография
Родился в семье миланских патрициев.
Окончив университет в Павии с дипломом по гражданскому и каноническому праву, поступил на австрийскую государственную службу в Брере.
В 1844—1849 годах — заместитель библиотекаря Библиотеки Braidense в Милане.
В марте 1848 года занял пост секретаря Временного правительства Ломбардии.
Занимал должность профессора литературы Института «Robbiati»
В 1859—1867 годах и в 1876—1884 годах — коммунальный советник Милана.
С декабря 1866 года по сентябрь 1867 года — член комитета по высшему и среднему образованию.
С 14 ноября 1867 года — чрезвычайный член Высшего совета по народному образованию.
С 22 марта 1868 года по 23 января 1873 года — действительный член Высшего совета образования.
С 8 сентября 1857 года — член-корреспондент, а с 29 сентября 1860 года по 21 июня 1868 года — действительный член Ломбардского института науки и литературы в Милане. Вице-президент (1864−1865 и 1880—1881), затем президент (1866—1867 и 1882—1883) этого общества.
Назначен сенатором Итальянского королевства 15 мая 1876 года, утверждён в должности 6 июня 1876 года и принял присягу 17 июня 1876 года.
Член научно-литературной академии Милана и член Национального комитета по истории Ренессанса.

## Творчество
Дебютировал сборником «Стихи к матери» (итал. Versi alla madre; 1830). Наиболее известен своим романом «Анджела Мария» (итал. Angiola Maria; 1839), который выдержал 17 изданий и, по утверждению Энциклопедии Брокгауза и Ефрона, ставился современниками наравне с «Обручёнными» Алессандро Мандзони; это произведение свидетельствовало о постепенном зарождении реалистических тенденций внутри романтического направления. Опубликовал также книги «La Nunziata» (1849), «Дамиано. История одного бедного семейства» (1850), «Biografia del Muratori» (1856), «I Fanciulli di Valsugana» (1881), «Novelle campagnuole» (1871), трагедию «Валентина Висконти» (1870), исследование «Данте и Шекспир» (1865), две речи о Мандзони (1873). Его письма, с предисловием Джованни Рицци, вышли в Милане в 1887 г. Кроме того, на протяжении почти сорока лет Каркано занимался итальянскими переводами Шекспира, опубликовав в итоге собрание сочинений британского драматурга.

## Награды
- Офицер ордена Святых Маврикия и Лазаря (21 марта 1861 года)
- Командор ордена Короны Италии